# Cestovní ruch v Izraeli

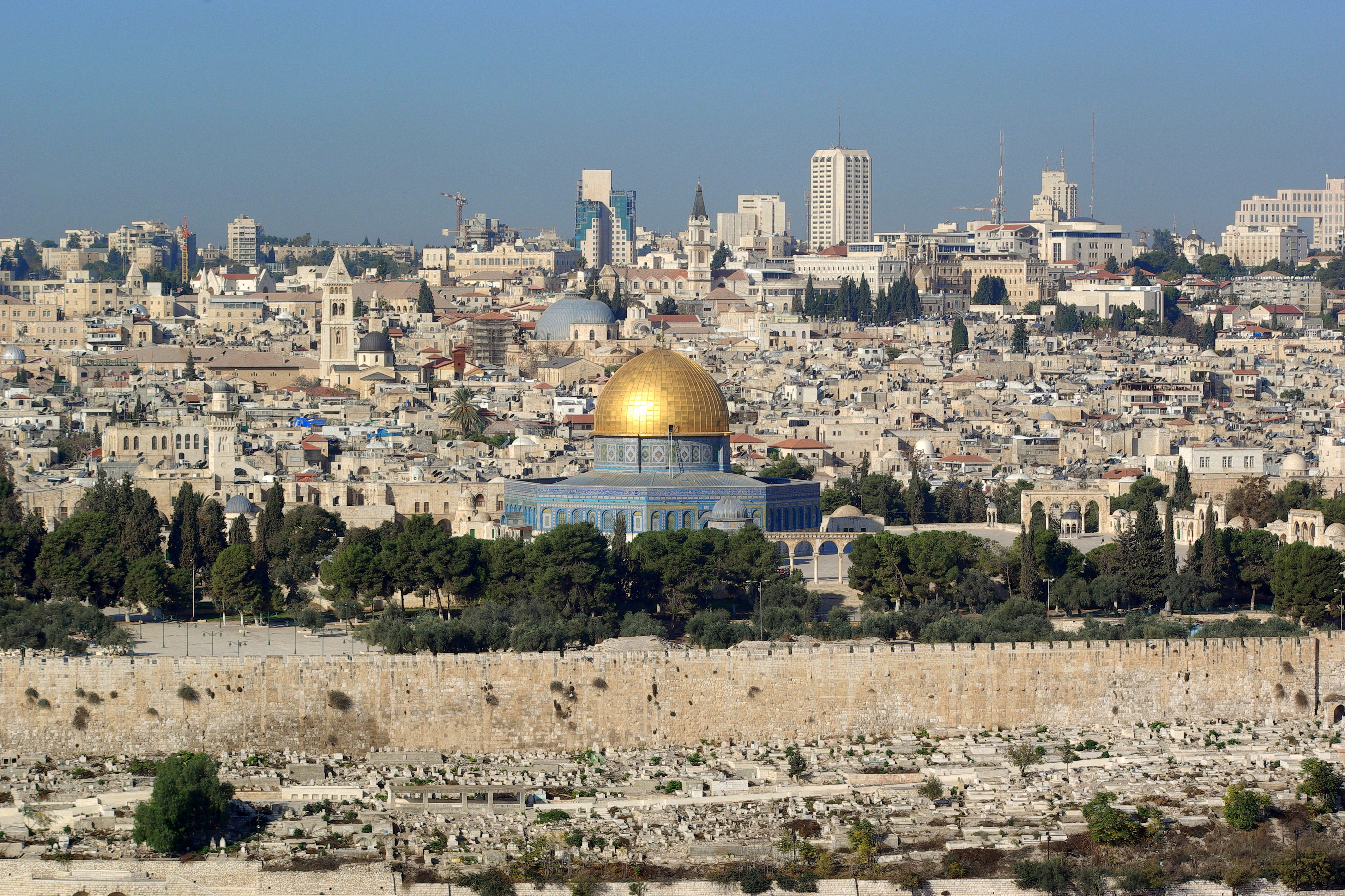
Staré Město z Olivové hory

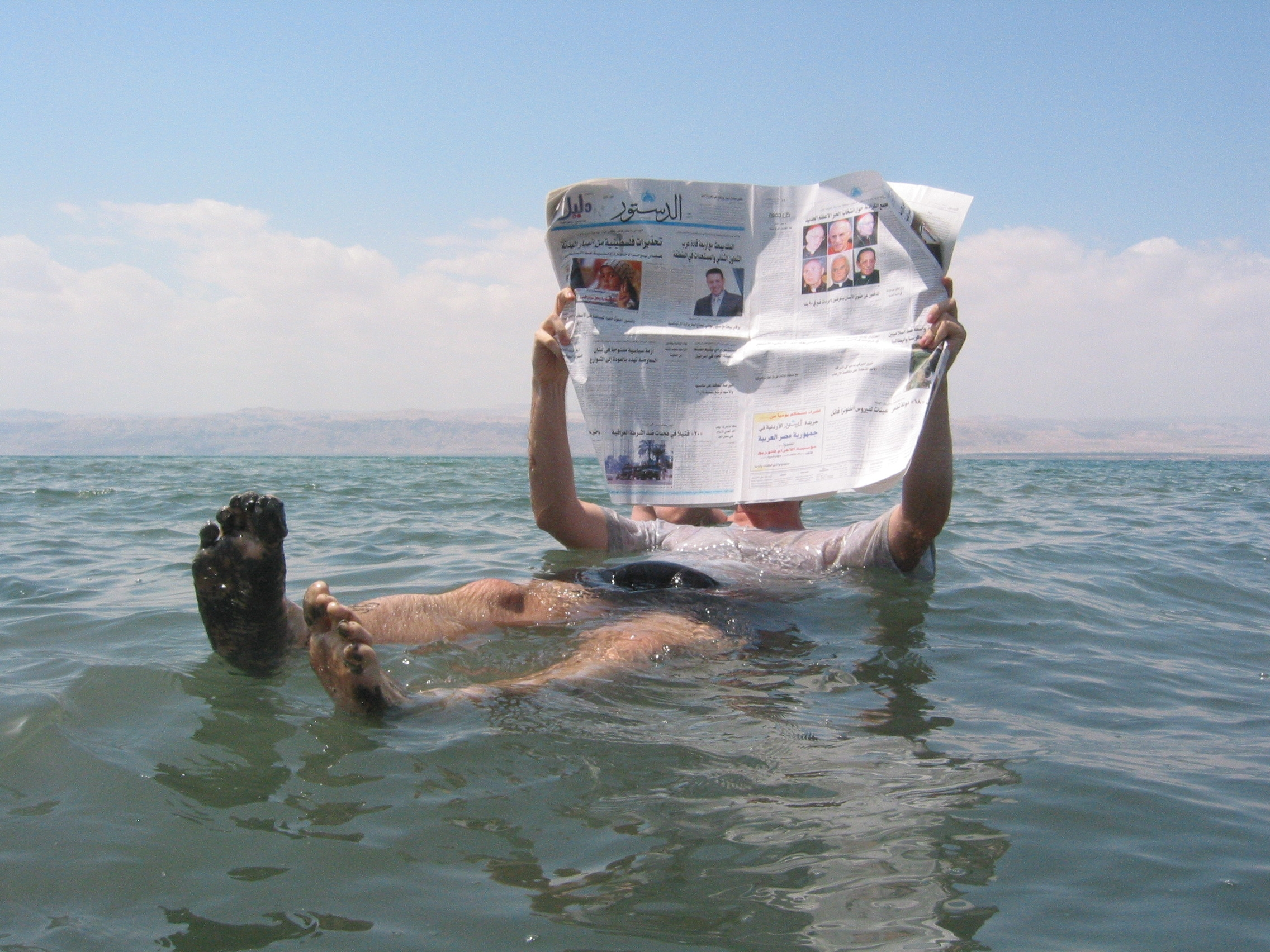
Mrtvé moře

Izrael nabízí z hlediska cestovního ruchu širokou paletu přírodních a kulturně-historických atraktivit, z nichž některé jsou světového významu. Na jeho území se nachází řada posvátných a poutních míst, z nichž nejvýznamnější je Jeruzalém, který je posvátným městem tří hlavních monoteistických náboženství. Dalšími atraktivitami jsou moderní plážová letoviska, archeologické lokality a ekoturismus. Na seznamu světového dědictví UNESCO má celkem 8 zápisů. V přepočtu na počet obyvatel má Izrael nejvíce muzeí na světě. Na cestovní ruch měly značný dopad bezpečnostní problémy související s Druhou intifádou, ale v současnosti se již situace navrací zpět k normálu. K roku 2007 navštívilo Izrael 2,3 milionu turistů a předpokládá se, že číslo bude v následujících letech narůstat.

## Historické, náboženské a kulturní lokality
Jeruzalém

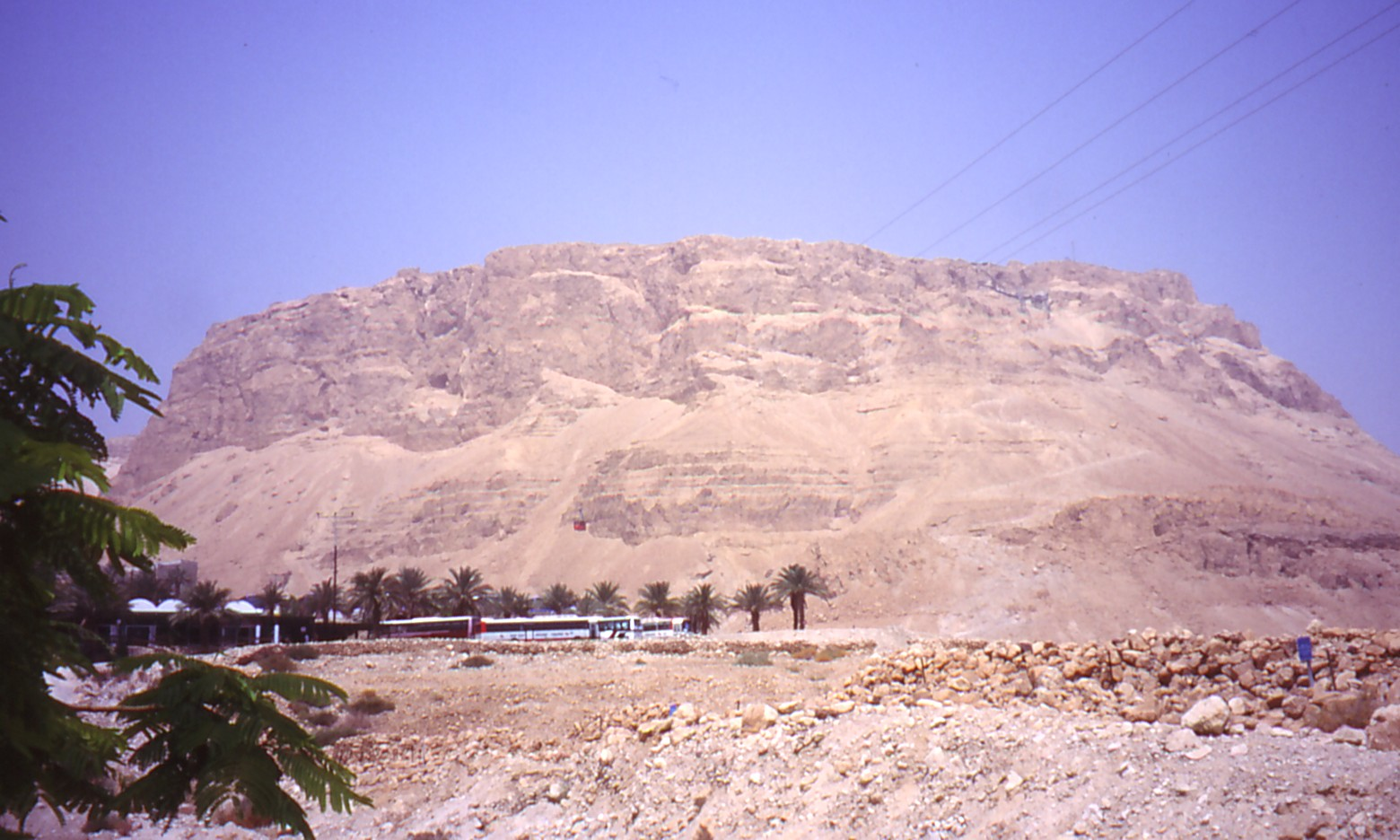
Masada

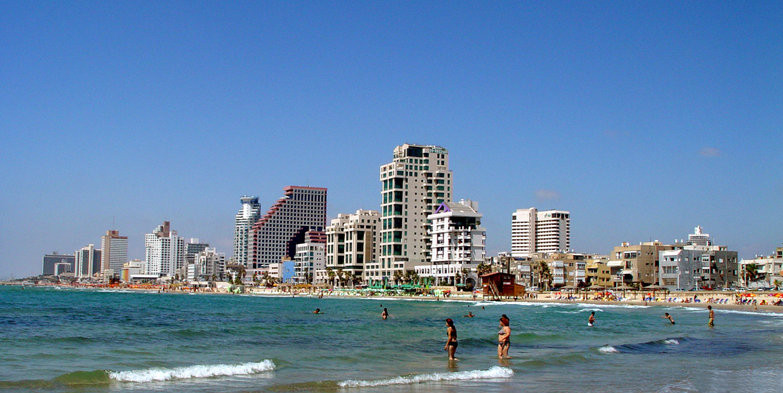
Telavivské pláže a panorama

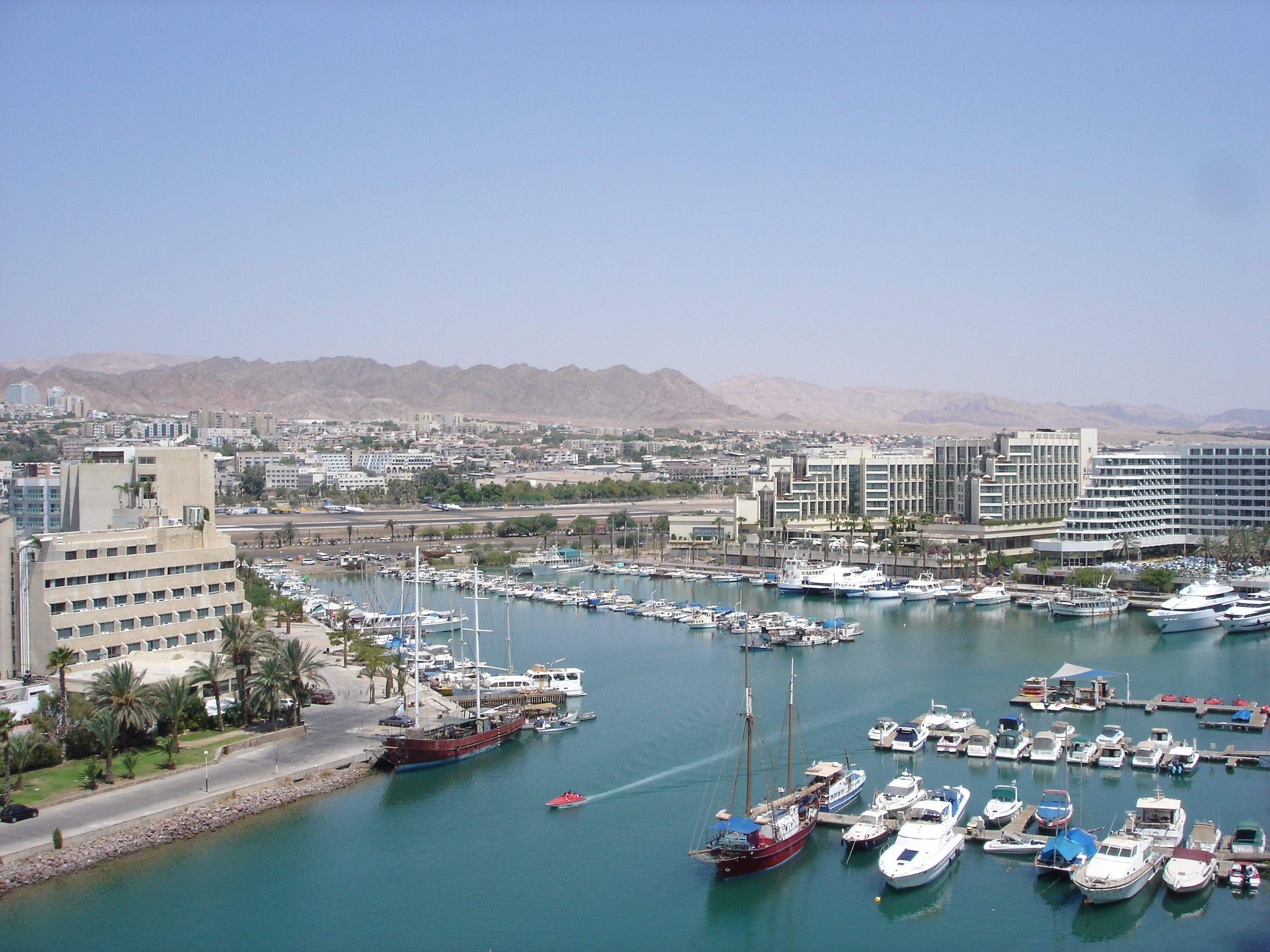
Jihoizraelské letovisko Ejlat

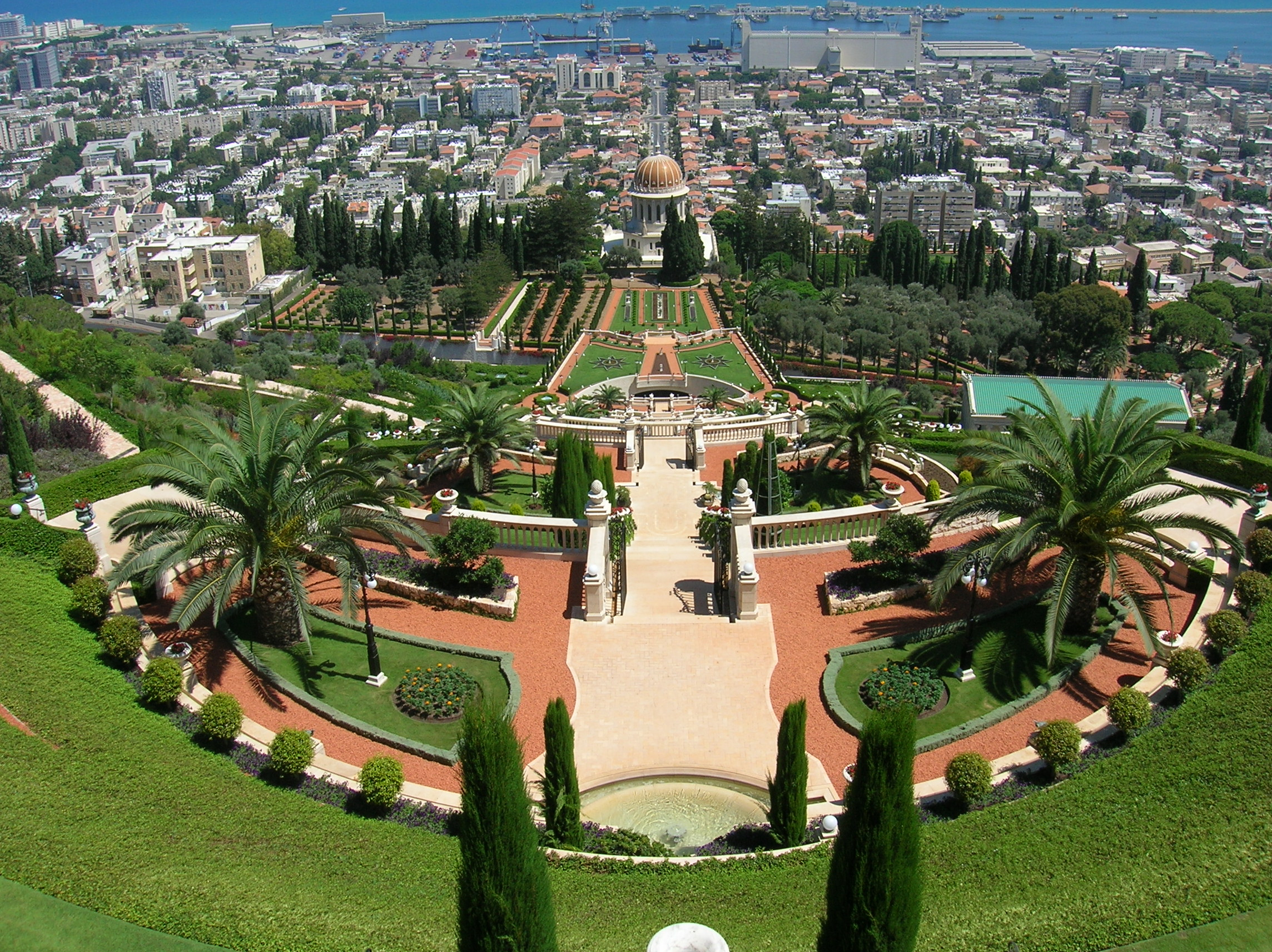
Zahrady Bahá'í v Haifě

- Hlavní město moderního Státu Izrael. Největší místo judaismu, starověké hlavní město Jednotného království a později Judského království. Místo, kde stál Jeruzalémský chrám a v současnosti je Zeď nářků.
- Místo Ježíšova učení, ukřižování a pohřbení – Olivetská hora, Getsemanská zahrada, Via Dolorosa, Bazilika Svatého hrobu
- Třetí nejsvětější místo islámu. Skalní dóm, mešita Al-Aksá.
- Památník obětem Holocaustu Jad Vašem.

Golanské výšiny
- hora Chermon, lyžařské letovisko
- archeologická naleziště v Kacrin, Gamle, pevnosti Nimrod a Gilgal Refajim

Safed
- Svaté místo judaismu, kde byla rozvinuta kabala (židovský mysticismus). Známá pro své řemeslníky.

Akko
- Významné křižácké město, hlavní město druhého Jeruzalémského království.
- Významné místo víry Bahá'í, kde byla údajně zjevena ústřední kniha Kitáb-i-Aqdas.

Haifa
- Karmel
- Světové centrum Bahá'í

Tiberias
- Svaté místo judaismu, kde byla sepsána velká část Jeruzalémského Talmudu, na západním břehu Galilejského jezera.

Nazaret
- Ježíšův domov a místo, kde vyrostl.

Bejt Še'an
- Jedno z největších archeologických nalezišť Blízkého východu.

Tel Aviv
- Největší metropolitní oblast s více než třemi miliony obyvateli. Izraelské pobřežní město, kosmopolitní a finanční centrum.

Betlém
- Místo posledního odpočinku Ráchel a rodiště krále Davida.
- Místo narození Ježíše.

Hebron
- Druhé nejsvětější město judaismu a místo, kde se nachází Jeskyně patriarchů. Podle Tóry je Hebron místem posledního odpočinku patriarchů (Abraháma, Izáka a Jákoba) a pramatek (Sáry, Rebeky a Lei). Předtím než se král David přesunul do Jeruzaléma, hlavní město Izraelského království.

Masada
- Během první židovské války se Masada stala posledním místem odporu židovských povstalců proti Římanům.

Beerševa
- Prapočátky jejího osídlení jsou připisovány patriarchovi Abrahamovi. Největší město Negevské pouště.

Ejlat
- Nejjižnější město, pobřežní letovisko.

Kibucy
- Síť zemědělských a průmyslových osad, které hospodaří formou kolektivního vlastnictví. V současné době prochází modernizací a restrukturalizací. Kibucy sehrály velkou roli v izraelské historii, politice, vojenství a sionismu.

Caesarea
- Hlavní město a přístav římské provincie Judea, postavené Herodem. Ve středověku důležité město křižáků. Archeologické vykopávky v Caesareji patří k nejvýznamnějším v dnešním Izraeli.

## Moře a jezera
Středozemní moře
- Slunečné pláže a hotelová střediska.

Mrtvé moře
- Nejníže položené odkryté místo na zemském povrchu, nejníže položené slané jezero a také nejslanější jezero na světě.

Rudé moře
- Slunečné pláže a hotelová střediska.

Galilejské jezero
- Slunečné pláže a hotelová střediska.
- Významná křesťanská svatá místa.